# Distretto di Beilin
Il distretto di Beilin (北林区S, BěilínP) è un distretto della Cina, situato nella provincia di Heilongjiang e amministrato dalla prefettura di Suihua.